# Bảo tàng Dulag 121
Bảo tàng Dulag 121 (tiếng Ba Lan: Muzeum Dulag 121) là một bảo tàng tọa lạc tại số 8a Phố 3 tháng 5, Pruszków, Ba Lan.
Mục tiêu hoạt động của Bảo tàng là thu thập và triển lãm các hiện vật và kỷ vật có liên quan đến lịch sử của trại trung chuyển Đức Quốc xã Dulag 121 và số phận của những cư dân Warsaw bị trục xuất khỏi thành phố trong Cuộc nổi dậy Warsaw diễn ra vào năm 1944.
Trại trung chuyển Durchgangslager 121 (Dulag 121) cho dân thường Ba Lan hoạt động từ ngày 6 tháng 8 năm 1944 đến ngày 16 tháng 1 năm 1945. Hàng chục nghìn người, sau một thời gian ngắn ở trong trại trung chuyển này, đã bị trục xuất đi lao động khổ sai sâu trong Đế quốc Đức hoặc bị đưa đến các trại tập trung. Theo số liệu được Bảo tàng Dulag 121 đưa ra, có thể có tới 650.000 người từng đi qua trại Pruszków trong thời gian này.

## Lịch sử hình thành
Bảo tàng Dulag 121 được khánh thành vào ngày 1 tháng 10 năm 2010, nhân dịp kỷ niệm 66 năm Cuộc nổi dậy Warsaw. Người khởi xướng và tổ chức chính dự án thành lập Bảo tàng Dulag 121 là chính quyền địa phương huyện Pruszków, đặc biệt là Elżbieta Smolińska.

## Triển lãm
Triển lãm tại Bảo tàng Dulag 121 bao gồm năm phần:
- Cuộc nổi dậy Warsaw
- Sự di dời cư dân Warsaw
- Hoạt động của Trại Dulag 121
- Giúp đỡ các phạm nhân của Trại Dulag 121
- Thời kỳ cuối của Trại Dulag 121[4][5]